# Ytavrinning

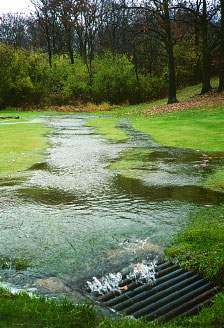
Ytavrinning till en dagvattenbrunn.

Ytavrinning är vatten från nederbörd och snösmältning som inte infiltreras utan rinner ovanpå markytan. Ytavrinning som beror på att markens infiltrationskapacitet överskrids kallas hortonsk ytavrinning. När grundvattnet når upp till markytan och gör att vattnet inte kan infiltrera trots god ledningsförmåga hos marken så kallas det för mättad ytavrinning. Ytavrinning är en process som både förekommer i naturen och som förekommer i städer, då kallat dagvatten. Naturliga konsekvenser av ytavrinning är bland annat erosion. Ytavrinning har också inverkan på miljön, då den bidrar till att föroreningar kan transporteras till flera områden.

## Orsaker

### Naturliga orsaker
Ytavrinning sker antingen som hortonsk ytavrinning eller som mättad ytavrinning. Hortonsk ytavrinning beror på att markens infiltrationskapacitet överskrids. Infiltrationskapaciteten hos marken påverkas av jordartens egenskaper och hur marken är packad. Ytavrinning kan orsakas av att nederbörden är så intensiv att vattnet inte hinner tränga ner i marken. Detta inträffar oftare i torra och halvtorra områden där regnnivåerna är höga och infiltrationskapaciteten reducerad.
Mättad ytavrinning beror på att grundvattnet når upp till markytan, att marken är vattenmättad eller att marken är frusen. I Sverige är den mättade ytavrinningen vanligast eftersom den största delen av ytavrinningen sker under snösmältningsperioden. Tjälen gör marken ogenomtränglig vilket medför att stora mängder vatten ansamlas på markytan.

### Mänsklig påverkan
Mänskligt samhällsbyggande medför att många ytor som tidigare haft viss infiltrationsförmåga byggs över och blir en hårdgjord yta. Dessa kan till exempel vara hustak, vägar och trottoarer. Under kraftigt regnfall kan inte vattnet absorberas av marken i närheten i samma utsträckning som på obebyggd mark, och rinner istället vidare till dagvattenbrunnar. Detta leder bland annat till att vattnet inte filtreras från föroreningar innan det når större vattendrag och att påfyllningen av naturliga vattenreservoarer går långsammare. Det blir också större risk för översvämningar. 

## Konsekvenser av ytavrinning

### Erosion

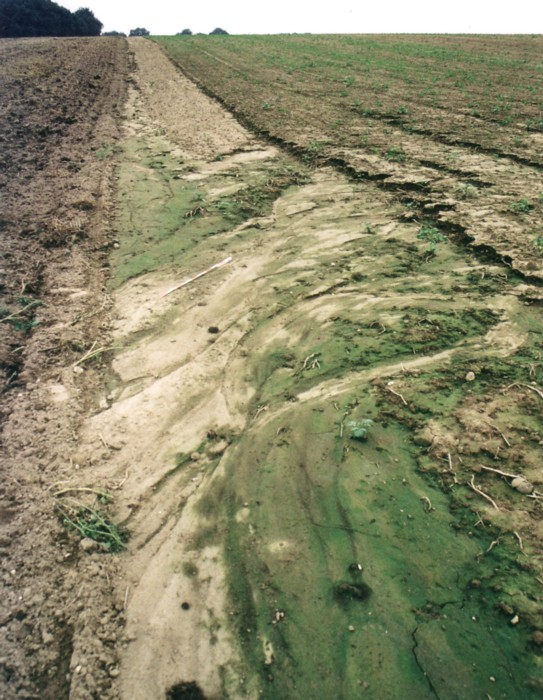
Jorderosion.

Då ytavrinning uppstår till följd av till exempel ett kraftigt regn eller från snösmältning kan erosion uppstå. Det finns fyra olika typer av erosion som orsakas av vatten: regndroppserosion, ravinerosion, yterosion och rännilserosion. Ytavrinning medverkar i de tre senare typerna. Yterosion kan beskrivas som att ytavrinningen fördelas likformigt som ett ytskikt över en markyta, alltså utan att fåror bildas. Generellt sett blir skadorna som uppkommer av yterosion små, men kan i värsta fall föra bort jord från stora arealer. Om marken lutar mer än 2-3° kan rännilar bildas i marken vilket leder till att erosionen övergår till rännilserosion, vilket är den vanligaste typen av erosion. Om rännilarna grenar sig och växer sig större kan den tredje typen bildas, ravinerosion. Raviner har lättare att bildas vid kraftigare sluttningar om marken samtidigt har en svag aggregatstruktur samt mindre mängd vegetation.

### Miljöpåverkan
Ytavrinningens miljöpåverkan utgörs främst av att avrinningsvattnet fungerar som transport för miljögifter, så att de sprids till ett vattendrag eller över ett större område. Ett exempel på detta är spridning av olika växtskyddsmedel och bekämpningsmedel, vilket kan ske när det uppstår ytavrinning på odlingsmarken där dessa använts. Huruvida ett bekämpningsmedel överhuvudtaget följer med beror bland annat av ämnets bindningsförmåga och hur lång tid det tagit mellan tillfället då ytavrinningen började och bekämpningstillfället. Herbicider och jorddesinfektionsmedel sprids ofta i jorden innan grödan börjar växa, och löper därmed större risk att följa med avrinningsvattnet.
Fosfor är ett annat ämne som lätt sprids till vattendrag genom ytavrinning på jordbruksmark, då det gödsel som används innehåller stora mängder fosfor. Detta leder till övergödning i vattendragen, vilket i sin tur kan resultera i algblomning och syrebrist.
Utöver jordbruket finns det som tidigare nämnt även problem med ytavrinning i urbana miljöer, då föroreningar på bebyggd mark lätt sprids ut i vattendrag. Ett exempel är tungmetaller på parkeringsplatser, som till större del spolas ut till omgivningen.